# سایز سوتین

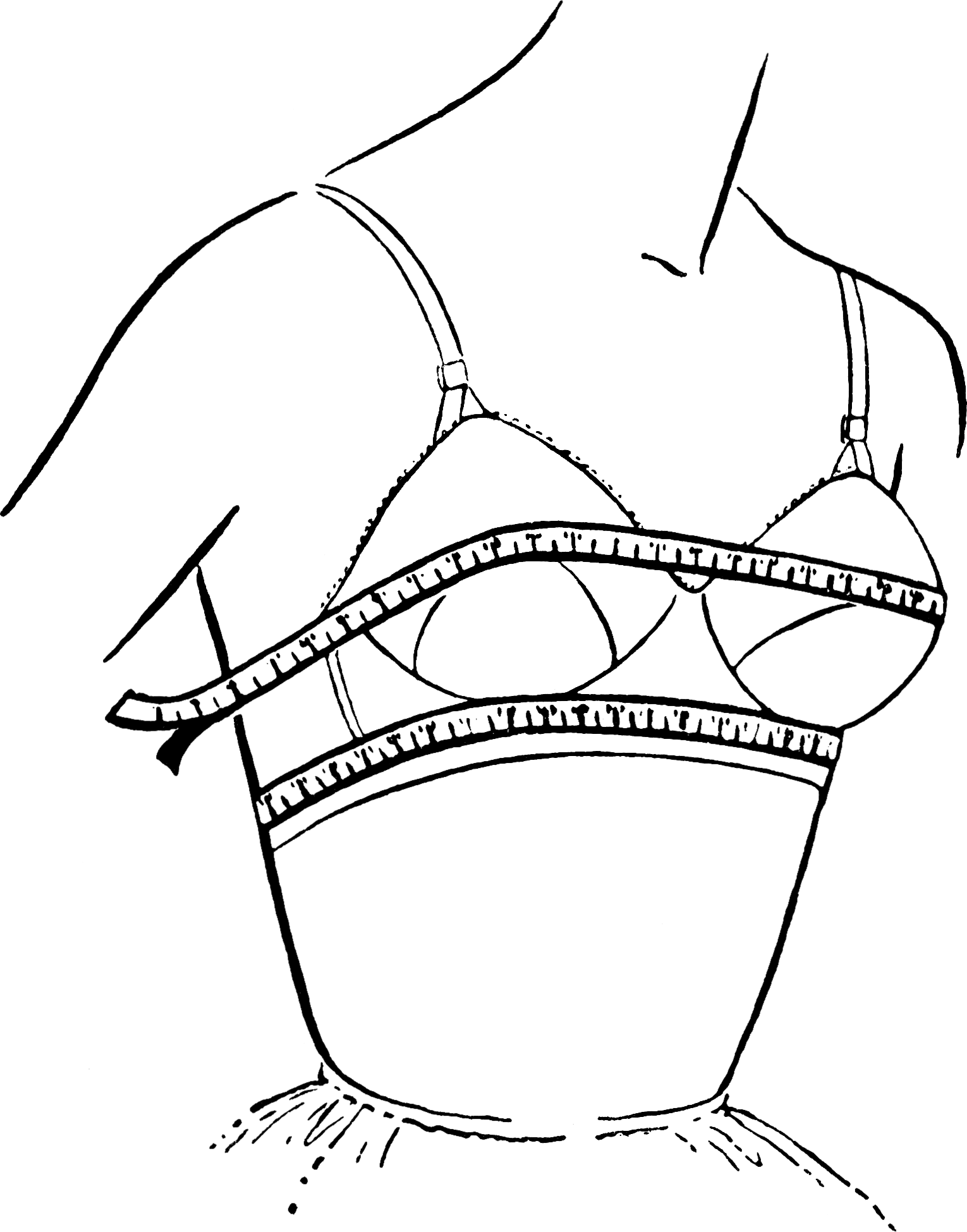
شیوهٔ اندازه‌گیری سایز سینه‌بند

سایز سوتین (اندازه سینه)، ویژگی‌های سایز یک سوتین را نشان می‌دهد.
سایز سینه‌بند به دو عامل بستگی دارد برجستگی (تفاوت اندازه‌های زیر سینه، بالاتنه و بیشینه اندازه دور سینه‌ها) با توجه به جدول بالا و اندازه کاسه سینه با توجه به جدول پایین؛ بنابراین تنها با در نظر گرفتن اندازه کاسه سینه (جدول پایین) نمی‌توان از مناسب بودن اندازه سوتین مطمئن شد.
| تفاوت بین اندازه دور سینه (bust size) و بالاتنه (band size) | اندازه سینه‌بند (بریتانیا و استرالیا) | اندازه سینه‌بند (اروپا، آمریکا و کانادا) |
| ----------------------------------------------------------- | ------------------------------------ | --------------------------------------- |
| کمتر از یک اینچ (۲/۵۴ سانتیمتر)                             | AA                                   | AA                                      |
| ۱ اینچ                                                      | A                                    | A                                       |
| ۲ اینچ (۵/۰۸ سانتیمتر)                                      | B                                    | B                                       |
| ۳ اینچ (۷/۶۲ سانتیمتر)                                      | C                                    | C                                       |
| ۴ اینچ (۱۰/۱۶ سانتیمتر)                                     | D                                    | D                                       |
| ۵ اینچ (۱۲/۷۰ سانتیمتر)                                     | DD                                   | E یا DD                                 |
| ۶ اینچ (۱۵/۲۴ سانتیمتر)                                     | E                                    | F یا DDD                                |
| ۷ اینچ (۱۷/۷۸ سانتیمتر)                                     | F                                    | G                                       |
| ۸ اینچ (۲۰/۳۲ سانتیمتر)                                     | FF                                   | H                                       |
| ۹ اینچ (۲۲/۸۶ سانتیمتر)                                     | G                                    | I                                       |
| ۱۰ اینچ (۲۵/۴۰ سانتیمتر)                                    | GG                                   | J                                       |
| ۱۱ اینچ (۲۷/۹۴ سانتیمتر)                                    | H                                    | K                                       |
| ۱۲ اینچ (۳۰/۴۸ سانتیمتر)                                    | HH                                   | L                                       |
| ۱۳ اینچ (۳۳/۰۲ سانتیمتر)                                    | J                                    |                                         |
| ۱۴ اینچ (۳۵/۵۶ سانتیمتر)                                    | JJ                                   |                                         |
| ۱۵ اینچ (۳۸/۱۰ سانتیمتر)                                    | K                                    |                                         |

| اندازه لباس بریتانیا | ۸  | ۱۰ | ۱۲ | ۱۴ | ۱۶ | ۱۸  | ۲۰  | ۲۲  | ۲۴  | ۲۶  |
| آمریکا و بریتانیا    | ۲۸ | ۳۰ | ۳۲ | ۳۴ | ۳۶ | ۳۸  | ۴۰  | ۴۲  | ۴۴  | ۴۶  |
| اروپا و ایران        | ۶۰ | ۶۵ | ۷۰ | ۷۵ | ۸۰ | ۸۵  | ۹۰  | ۹۵  | ۱۰۰ | ۱۰۵ |
| فرانسه               |    | ۸۰ | ۸۵ | ۹۰ | ۹۵ | ۱۰۰ | ۱۰۵ | ۱۱۰ | ۱۱۵ | ۱۲۰ |
| ایتالیا              |    | ۰  | ۱  | ۲  | ۳  | ۴   | ۵   | ۶   | ۷   | ۸   |
| استرالیا             |    | ۸  | ۱۰ | ۱۲ | ۱۴ | ۱۶  | ۱۸  | ۲۰  | ۲۲  | ۲۴  |